# 代北地区
代北泛指汉朝（代郡）、晋朝时期和唐朝以后的代州以北的地区，大致在今天河北省蔚县以西，山西外长城以南，原平、五台山东北一带地区。